# Dálcs
Dálcs románul: Dalci, falu Romániában, a Bánságban, Krassó-Szörény megyében.

## Fekvése
Karánsebestől keletre fekvő település.

## Története
Dálcs nevét 1534-ben említette először oklevél  Dalcs néven János király oklevelében. 1785-ben Dalsch, 1808-ban Dals, Dalsch, Dalsh, 1888-ban és 1913-ban Dálcs néven említették.
1534-ben I. János király alitelen Novcsa Miklóstól Dalcs egész birtokát, Örményes, Szadova, Gyuro, Fenes, Gropile, Valemare, Szekas, Szlatina, Szárazpatak és Masztakon részbirtokait elvette, azokat Fiáth Ferencnek adományozta.
Az 1690–1700 évi adóösszeirásban Dalcsot is említették. 1699-ben a Szörény megyei Dalcs Chus István, karánsebesi harmincados birtoka volt.
1769-ben Dalcsot 34 helységgel a zsiipaueki zászlóaljba sorolták. A katonai határőrvidék feloszlatásáig a román bánsági batárőrezredbez, és annak karánsebesi századához tartozott. Az utolsó török háború alatt a falut felperzselték. A lakosság akkor az addig szétszórtan fekvő házakat elhagyva, a lakosok mostani helyükre telepedtek.
A trianoni békeszerződés előtt Krassó-Szörény vármegye Karánsebesi járásához tartozott. 1910-ben 559 lakosából 556 román és 559 görögkeleti ortodox volt.

## Források

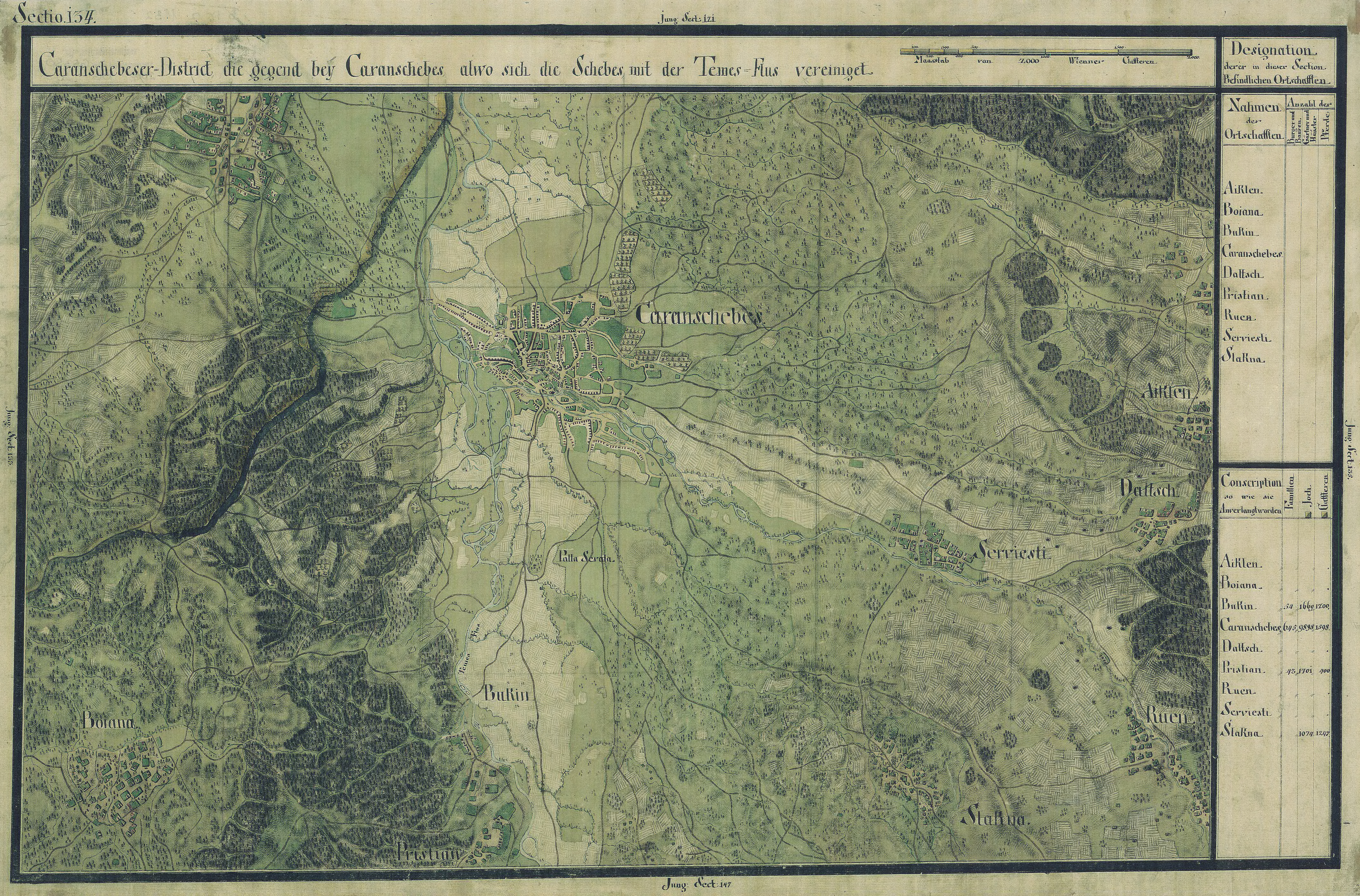
Dálcs egy régi térképen